# 英田村 (石川県)
英田村（あがたむら）は、石川県河北郡に存在した村。

## 地理
現在の津幡町の北部から西部にかけ、主に能瀬川に沿った長い形の村だった。東側の三国山には富山県との県境が通る。地形は、西部は河北潟沿岸の田んぼを中心とする平野、村の中ほどから東部にかけては200m - 300m級の丘陵地。
現在は旧村の西部に国道159号と津幡バイパス・津幡北バイパス、七尾線の能瀬駅（1960年（昭和35年）2月10日開業）があり、丘陵地には石川県森林公園がある。
- 川：能瀬川
- 山：谷内山 (102m)、高峯、気屋峠、菩提寺峯 (242m)、三国山 (324m)、殿山、興津峠

## 歴史
村名は、鎌倉時代からあった英田保（あがたのほ）、江戸時代の英田郷の名称による。
- 1907年（明治40年）8月10日 - 河北郡東英村・種谷村が合併して発足。
- 1951年（昭和26年）4月1日 - 大熊を笠谷村に編入。
- 1954年（昭和29年）3月31日 - 津幡町、 井上村、笠谷村、中条村と合併し、改めて津幡町が発足。同日英田村廃止。